# 韩乃寅
韩乃寅（1947年—2018年），男，山东章丘人，中国知青作家，儿童文学作家。中国作家协会会员。

## 生平
文化大革命结束后的1977年考上牡丹江师范学院中文系。1980年开始发表作品，反映北大荒的生活。毕业后历任鸡西市鸡冠区委书记、市委秘书长、市委常委，虎林县委书记等职。1983年加入中国作家协会。
1997年，韩乃寅从虎林市调到黑龙江省农垦总局，担任党委副书记、副局长。负责垦区的思想政治、精神文明建设、教育文化等工作。2004年，长篇小说《岁月》荣获第六届丁玲文学奖一等奖。2010年当选为第六届黑龙江省作协副主席。
2018年11月28日在上海逝世。

## 著作
长篇小说《远离太阳的地方》（知青三部曲，包括《天荒》《苦雪》《泪祭》）、《燃烧》、《高天厚土》、《岁月》、《韩乃寅小说选集》（共九卷）、《破天荒》及《龙抬头》，儿童中长篇小说《断线的风筝》、《箭娃》、《密林虎啸》、《丢了名字的孩子》、《海峡飞来的信鸽》、《魔圈》、《血溅蟒猊峰》，儿童文学作品集《回声》等九部。